# Resolució 1784 del Consell de Seguretat de les Nacions Unides
La Resolució 1784 del Consell de Seguretat de les Nacions Unides fou adoptada per unanimitat el 31 d'octubre de 2007. Després d'un informe sol·licitada pel Secretari General, el Consell va acordar ampliar el mandat de la Missió de les Nacions Unides al Sudan (UNMIS) durant sis mesos fins al 30 d'abril de 2008. La resolució fou proposada pels Estats Units.
El Consell va insistir que les parts del sud de Sudan finalitzen la redistribució de forces, la demarcació de fronteres i altres compromisos vençuts del seu Acord de Pau Complet, i va manifestar la seva intenció d'estendre la Missió per a altres períodes després d'una avaluació, sol·licitada pel Secretari General, sobre qualsevol es necessitaven canvis en el mandat de la UNMIS per reforçar la capacitat de la Missió de facilitar la plena aplicació de l'Acord de pau.
Per ara, el Consell va instar a la Missió a prestar especial atenció a la redistribució de forces i la disminució de les tensions a les àrees d'Unitat, Nil Superior, Kordofan del Sud, Abyei i Nil Blau, demanant a les parts que prenguin mesures per reduir les tensions a Abyei i permetre l'accés de la UNMIS a totes aquestes zones.
Va demanar als estats donants que donessin suport a iniciatives de desarmament, desmobilització i reintegració, juntament amb les Unitats Integrades Conjuntes que pretenien incloure tant les tropes del Govern com les dels antics rebels, per tal d'ajudar a reduir les tensions.
El Consell va afirmar el paper de la Missió a facilitar el suport de la Missió de les Nacions Unides per la Missió de la Unió Africana al Sudan (AMIS) a la regió del Darfur, així com el desplegament, en aquesta regió, de la missió híbrida que es coneixerà l'Operació Híbrida de la Unió Africana i les Nacions Unides al Darfur (UNAMID)